# لینیج‌اواس
لینیج‌اواس (به انگلیسی: LineageOS) یک سیستم عامل آزاد و متن باز برای گوشی‌های هوشمند، تبلت‌ها و ست‌آپ‌باکس‌ها بر پایۀ اندروید است. لینیج‌اواس جایگزین سیستم عامل سیانوژن مد است که در دسامبر ۲۰۱۶ متوقف شد.
کد منبع نسخۀ رسمی لینیج‌اواس در تاریخ ۲۴ دسامبر ۲۰۱۶ بر روی گیت‌هاب و گیت لب در دسترس قرار گرفت.
به‌دلیل این که شرکت سیانوژن بعد از توقف پروژه تمام حقوق نام سیانوژن را برای خود حفظ کرد، این پروژه به نام تجاری لینیج‌اواس ثبت شد.